# Пропен
Пропилен, такође познат под IUPAC-овим именом као пропен, је органско једињење хемијске формуле . То је друго по једноставности једињење из групе алкена из класе угљоводоника, од којих је етилен (етен) најједноставнији. Под нормалним условима пропилен је гас без боје и мириса. (У комерцијални гас се додају трагови меркаптана или сличних једињења непријатног и продорног мириса да би се гас, ако процури лако осетио по мирису. Пропилен може да се добије гасификацијом угља али се углавном производи крековањем сирове нафте. Пропилен је једна од најважнијих сировина у петрохемијској индустрији. Најважнија употреба је као мономера у производњи полипропилена.

## Продукција

### Парно крековање
Доминантна технологија за производњу пропилена је крековање паром. Иста технологија се примењује од етана до етилена. Ове две конверзије су процеси #2 и #1 у хемијској индустрији, судећи по њиховом опсегу. У овом процесу, пропан се подвргава дехидрогенацији. Нуспроизвод је водоник:
Принос пропена је око 85 м%. Нуспроизводи се обично користе као гориво за реакцију дехидрогенације пропана. Парно крековање је један од енергетски најинтензивнијих индустријских процеса.
Сировина је нафта или пропан, посебно на Бликом Истоку, где постоји обиље пропана из нафтних/гасних операција. Пропен се може издвојити фракционом дестилацијом из мешавина угљоводоника добијених крекингом и другим процесима рафинације; пропен за рафинерију је има чисточу од 50 до 70%. У Сједињеним Државама, гас из шкриљаца је главни извор пропана.

### Технологија конверзије олефина
У Филипсовој триолефинској или технологији олефинске конверзије пропилен се интерконвертује са етиленом и 2-бутенима. Користе се ренијумски и молибденски катализатори:
Технологија је заснована на реакцији метатезе олефина откривеној у Филипсовој нафтној компанији. Постижу се приноси пропена од око 90 теж.%.

### Флуидно каталитичко крековање
Флуидно каталитички крекинг (FCC) високе јачине користи традиционалну технологију у оштрим условима (већи однос катализатора и уља, веће брзине убризгавања паре, више температуре, итд) како би се максимизовала количина пропена и других лаких производа. Јединица FCC процеса високе јачине се обично напаја гасним уљима (парафинима) и остацима и производи око 20-25 м% пропена на сировини заједно са већим количинама моторног бензина и дестилационих нуспроизвода. Ови високотемпературни процеси су скупи и имају висок угљични отисак. Из ових разлога, алтернативни путеви за добијање пропилена и даље привлаче пажњу.

### Тржиште и истраживање
Производња пропена је остала статична на око 35 милиона тона (само у Европи и Северној Америци) од 2000. до 2008. године, али је у порасту у источној Азији, пре свега у Сингапуру и Кини. Укупна светска производња пропена је тренутно око половине мања од етилена.
Употреба конструисаних ензима је истражена, али нема комерцијалну вредност.

## Употребе
Пропен је други најважнији почетни производ у петрохемијској индустрији после етилена. То је сировина за широк спектар производа. Произвођачи полипропилена троше скоро две трећине светске производње. Крајња употреба полипропилена укључује филмове, влакна, контејнере, амбалажу, поклопце и затвараче. Пропен се такође користи за производњу важних хемикалија као што су пропилен оксид, акрилонитрил, кумен, бутиралдехид и акрилна киселина. У 2013. години око 85 милиона тона пропена је прерађено широм света.
Пропен и бензол се куменским процесом претварају у ацетон и фенол.
Пропен се такође користи за производњу изопропанола (пропан-2-ол), акрилонитрила, пропилен оксида и епихлорохидрина. Индустријска производња акрилне киселине укључује каталитичку делимичну оксидацију пропена. Пропен је такође интермедијер у једностепеној селективној оксидацији пропана у акрилну киселину. У индустрији и занатству, пропен се користи као алтернативно гориво ацетилену у заваривању и резању, лемљењу и загревању метала у сврху савијања. Он је постао стандард у Бернзоматик производима и другим заменама за MAPP, сада када прави  гас више није доступан.

## Реакције
Пропен подсећа на друге алкене по томе што се релативно лако подвргава реакцијама адиције на собној температури. Релативна слабост његове двоструке везе објашњава њену тенденцију да реагује са супстанцама које могу остварити ову трансформацију. Реакције алкена обухватају: 1) полимеризацију, 2) оксидацију, 3) халогенацију и хидрохалогенацију, 4) алкилацију, 5) хидратацију, 6) олигомеризацију и 7) хидроформилацију.

### Комплекси прелазних метала
Основа за хидроформилацију, метатезу алкена и полимеризацију су комплекси метал-пропилен, који су интермедијери у овим процесима. Пропилен је прохиралан, што значи да везивање реагенса (као што је метални електрофил) за C=C групу даје један од два енантиомера.

### Полимеризација
Већина пропена се користи за формирање полипропилена, веома важне робе термопластике, кроз полимеризацију ланчаног раста. У присуству одговарајућег катализатора (обично Зиглер-Ната катализатора), пропен ће се полимеризовати. Постоји више начина да се то постигне, као што је коришћење високог притиска за суспендовање катализатора у раствору течног пропена, или пропуштање гасовитог пропена кроз реактор са флуидизованим слојем.

### Сагоревање
Пропен гори на сличан начин као и други алкени. У присуству довољног или прекомерног кисеоника, пропен гори и формира воду и угљен-диоксид.

## Особине
| Особина                  | Вредност |
| ------------------------ | -------- |
| Број акцептора водоника  | 0        |
| Број донора водоника     | 0        |
| Број ротационих веза     | 0        |
| Партициони коефицијент ( | 1,3      |
| Растворљивост (logS, log(mol/L))        | -0,3     |
| Поларна површина (PSA, Å2)  | 0,0      |